# I treni di Tozeur/Le biciclette di Forlì
I treni di Tozeur/Le biciclette di Forlì è un singolo di Alice e Franco Battiato, pubblicato in Italia nel 1984 dalla EMI.
La canzone I treni di Tozeur si è classificata 5ª all'Eurovision Song Contest 1984.

## Descrizione
La cittadina tunisina di Tozeur, una delle prime oasi nel deserto dopo Douz, è circondata da un lago salato, presso cui si verifica il fenomeno della fata morgana, che porta i viandanti a vedere miraggi. Se un tempo si credeva di scorgere carovane all'orizzonte, oggi quei miraggi sono sostituiti da treni. Nel testo vi sono anche riferimenti alla filosofia di Georges Gurdjieff, in particolare al concetto di Ricordo di Sé ("e un ricordo di me come un incantesimo").
I treni di Tozeur, cantata in duo da Alice e Battiato, rappresentò l'Italia all'Eurofestival 1984, raggiungendo il quinto posto con 70 punti. Nelle votazioni ricevette dodici punti da Spagna e Finlandia. Sul finale del brano il coro canta in tedesco un frammento del testo de Il flauto magico di Mozart, «Doch wir wollen ihn dir zeigen, und du wirst», ripreso dall'Atto II, Scena 27. La canzone appare inoltre nella colonna sonora del film di Nanni Moretti La messa è finita del 1985.
Le biciclette di Forlì è invece un brano strumentale composto da Alice. Il titolo ironico fa riferimento alla città natale della cantautrice.
Il disco raggiunse il 20º posto tra i singoli più venduti del 1984 in Italia. Venne ristampato in formato 7" nell'ambito del Record Store Day 2014.

## Video musicale
Il videoclip de I treni di Tozeur è stato diretto da Renzo Martinelli e girato in alcune località della Brianza: figurano la stazione di Castellazzo, il santuario della Madonna del Bosco a Spino d'Adda e la cascina Ca' Grande di Zibido San Giacomo. Il treno completo è ancora tutt'oggi esistente (2022), ed è di proprietà di Ferrovie Nord Milano, talvolta effettua viaggi storici rievocativi sulle linee nei dintorni di Milano.

## Tracce
Arrangiamenti Battiato-Pio.
1. I treni di Tozeur – 3:10 (testo: Franco Battiato e Saro Cosentino – musica: Franco Battiato e Giusto Pio)
2. Le biciclette di Forlì – 3:02 (musica: Alice Visconti)

Durata totale: 6:12

## Classifiche
| Classifica (1984) | Posizione massima |
| ----------------- | ----------------- |
| Belgio            | 30                |
| Italia            | 3                 |
| Paesi Bassi       | 15                |
| Svizzera          | 18                |

## Altre versioni
I treni di Tozeur fu inserito come prima traccia nell'edizione olandese dell'album Falsi allarmi di Alice, uscito nel 1984 su vinile. Venne pubblicato su CD solo nel 2005 all'interno della raccolta Alice Studio Collection. Negli anni i due cantanti hanno registrato alcune versioni soliste.
Battiato la inserì nel suo album Mondi lontanissimi del 1985 e, con lo stesso arrangiamento, la incise in inglese e in spagnolo rispettivamente per le raccolte Echoes of Sufi Dances ed Ecos de danzas sufi. In Los trenes de Tozeur e nella versione inclusa nella raccolta italiana Battiato del 1986 c'è una piccola differenza di missaggio: il coro finale canta per due volte la citazione da Il flauto magico di Mozart.
Alice invece registrò due versioni con arrangiamenti molto diversi negli album Elisir del 1987 e Personal Juke Box del 2000.
I due ne registrarono insieme una nuova versione nell'album dal vivo Del suo veloce volo del 2013.

### Cover
- Seija Simola nel 1984 ne ha cantato una cover in finlandese intitolata Juna Turkuun (letteralmente "Il treno per Turku").[7]
- Il duo Sasha & Davy ne ha cantato una cover in olandese intitolata Eeuwig bij elkaar ("Insieme per sempre") nel 2015,[7] il cui videoclip è stato girato a Firenze.
- Nel disco live del 2021 Invito al viaggio. Concerto per Franco Battiato, la cover del brano è eseguita dai Baustelle (con le voci di Francesco Bianconi e Rachele Bastreghi).